# سانک (رستوران)

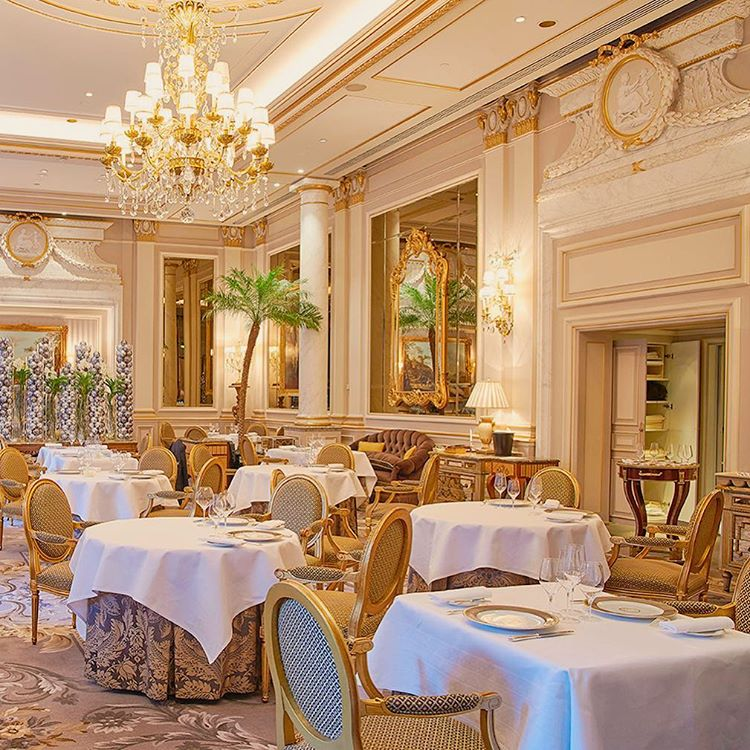
اتاق پذیرایی سانک

سانک (فرانسوی: Le Cinq‎؛ ‏تلفظ در فرانسوی: [lə sɛ̃k]) یک رستوران غذاهای خوش‌طعم فرانسوی در پاریس است که بخشی از مجموعه هتل‌های چهار فصل «ژرژ پنجم» محسوب می‌شود. این رستوران در سال ۲۰۰۱ افتتاح شد و طولی نکشید که زیر نظر سرآشپز فیلیپ لوژاندر ۳ ستارهٔ میشلن گرفت که البته بعدها مجدداً به یک رستوران ۲ ستاره تبدیل شد. از سال ۲۰۰۸ تا ۲۰۱۴ اریک بریفار سرآشپز این رستوران بود. رستوران سانک از سال ۲۰۱۶ موفق شد مجدداً با سرآشپزی کریستیان لوسکر به یک رستوران ۳ ستاره مبدل شود. در آوریل ۲۰۱۷، جی رینر، منتقد مواد غذایی، نقدی منفی برای این رستوران در گاردین منتشر کرد و کیفیت غذاهای رستوران را به جز شیرینی‌هایش ضعیف ارزیابی کرد.